# Список многократных кавалеров ордена Отечественной войны
В списке представлены кавалеры советского ордена Отечественной войны, награждённые этим орденом четыре и более раз.

## Многократные кавалеры ордена Отечественной войны

### Кавалеры шести орденов

#### 4 ордена I степени + 2 ордена II степени
- Кулаков, Павел Никифорович (1915—1991) — гвардии подполковник, зам. командира 395-го гвардейского тяжелого самоходного артиллерийского полка по политической части (1-я степень — 08.02.1943; 2-я степень — 14.12.1944; 1-я степень — 10.04.1945; 2-я степень — 07.05.1945; 1-я степень — 12.06.1945; 1-я степень — 11.03.1985)[1][2].

#### 3 ордена I степени + 3 ордена II степени
- Елисеев, Павел Михайлович (1912—?) — гвардии майор, начальник инженерной службы 22-й гвардейской танковой бригады (2-я степень — 19.10.1944; 1-я степень — 13.02.1945; 2-я степень — 31.05.1945; 1-я степень — 09.06.1945; 1-я степень — 27.09.1945; 2-я степень — 11.03.1985)[1][3].
- Мамонов, Виктор Кузьмич (1910—?) — гвардии майор, зам. командира 395-го гвардейского тяжелого самоходного артиллерийского полка по технической части (2-я степень — 11.08.1943; 2-я степень — 29.01.1944; 1-я степень — 10.04.1945; 1-я степень — 25.05.1945; 1-я степень — 29.09.1945; 2-я степень — 11.03.1985)[1][2].
- Пухликов, Константин Алексеевич (1922—2008) — гвардии капитан, артиллерист (2-я степень — 30.10.1943; 2-я степень — 30.11.1943; 1-я степень — 13.02.1944; 1-я степень — 28.07.1944; 2-я степень — 30.11.1944; 1-я степень — 11.03.1985)[1][4][5].
- Саввин, Григорий Михайлович (1914—1985) — гвардии майор, 8-й гвардейский танковый корпус (2-я степень — 07.05.1943; 1-я степень — 13.09.1944; 2-я степень — 15.09.1944; 1-я степень — 06.02.1945; 1-я степень — 10.05.1945; 2-я степень — 11.03.1985)[1][3].

### Кавалеры пяти орденов

#### 5 орденов I степени
- Портной, Идель Шамшович (1916—2013) — гвардии майор, зам. командира 395-го гвардейского тяжелого самоходного артиллерийского полка (13.11.1944; 07.05.1945; 05.06.1945; 29.09.1945; 11.03.1985)[1][5].

#### 4 ордена I степени + 1 орден II степени
- Бондарь, Геннадий Трофимович (1918—1998) — гвардии майор (2-я степень — 15.07.1943; 1-я степень — 08.05.1944; 1-я степень — 21.03.1945; 1-я степень — 14.06.1945; 1-я степень — 11.03.1985)[1][5].
- Васильев, Виктор Федорович (1918—?) — гвардии майор, командир минометного дивизиона (2-я степень — 23.01.1944; 1-я степень — 29.08.1944; 1-я степень — 07.04.1945; 1-я степень — 02.06.1945; 1-я степень — 11.03.1985)[1][6].
- Воробьёв, Дмитрий Никифорович (1922—1991) — капитан (2-я степень — 23.12.1943; 1-я степень — 31.10.1944; 1-я степень — 15.04.1945; 1-я степень — 08.06.1945; 1-я степень — 11.03.1985)[1][5].
- Зубков, Михаил Сергеевич (1921—?) — гвардии старший лейтенант, артиллерист (1-я степень — 08.07.1944; 1-я степень — 30.08.1944; 1-я степень — 25.04.1945; 2-я степень — 24.05.1945; 1-я степень — 11.03.1985)[1][3].
- Калманович, Яков Матвеевич (1912—?) — гвардии подполковник (1-я степень — 01.11.1943; 1-я степень — 07.04.1944; 1-я степень — 29.09.1944; 2-я степень — 21.09.1945; 1-я степень — 11.03.1985)[1][3][6]. Возможно, было награждение шестым орденом[1][3][6].
- Катрич, Василий Григорьевич (1915—?) — гвардии майор (2-я степень — 04.03.1944; 1-я степень — 25.10.1944; 1-я степень — 22.05.1945; 1-я степень — 29.09.1945; 1-я степень — 11.03.1985)[1][5].
- Медведев, Иван Андреевич (1918—?) — майор (1-я степень — 05.03.1944; 2-я степень — 20.07.1944; 1-я степень — 18.02.1945; 1-я степень — 16.05.1945; 1-я степень — 11.03.1985)[1].
- Павленко, Николай Гаврилович (1921—?) — гвардии старший лейтенант, артиллерист (1-я степень — 26.06.1944; 1-я степень — 28.01.1945; 1-я степень — 29.04.1945; 2-я степень — 10.09.1945; 1-я степень — 11.03.1985)[1][6].
- Фатхи, Ахат Зиннатуллович (1914—?) — подполковник (2-я степень — 06.03.1944; 1-я степень — 08.12.1944; 1-я степень — 05.06.1945; 1-я степень — 24.07.1945; 1-я степень — 11.03.1985)[1][2].
- Фёдоров, Иван Евграфович (1914—2011) — полковник, Герой Советского Союза (1-я степень — 5.01.1943; 2-я степень — 14.10.1944; 1-я степень — 6.06.1945; 1-я степень — 20.09.1947; 1-я степень — 11.03.1985; 1-я степень — 06.11.1985)[7][4]. Был повторно награжден юбилейным (шестым по общему счету) орденом [1][6].
- Шлямин, Александр Николаевич (1911—1994) — майор (2-я степень — 24.05.1944; 1-я степень — 07.02.1945; 1-я степень — 18.02.1945; 1-я степень — 09.04.1945; 1-я степень — 11.03.1985)[1][8].

#### 3 ордена I степени + 2 ордена II степени
- Антипов, Александр Васильевич (1923—?) — капитан, полковая разведка (2-я степень — 08.08.1944 (боец штрафбата), 2-я степень — 02.02.1945, 1-я степень — 28.03.1945, 1-я степень — 12.06.1945; 1-я степень — 11.03.1985[9])[1][3].
- Беляев, Дмитрий Денисович (1922—2009) — капитан, артиллерист (2-я степень — 20.08.1944; 2-я степень — 29.11.1944; 1-я степень — 21.04.1945; 1-я степень — 27.09.1945; 1-я степень — 11.03.1985)[1][6].
- Борзов, Магомед Сосламбекович (1912—1989), полковник (2-я степень — 03.02.1943; 2-я степень — 21.07.1943; 1-я степень — 12.08.1944; 1-я степень — 18.06.1945; 1-я степень — 11.03.1985)[1][2].
- Буренков, Михаил Павлович (1922—?) — капитан, адъютант командира корпуса (1-я степень — 17.09.1944; 2-я степень — 05.02.1945; 1-я степень — 25.04.1945; 2-я степень — 16.10.1945; 1-я степень — 11.03.1985)[1][6].
- Жариков, Владимир Демьянович (1922—?) — гвардии старший лейтенант (2-я степень — 21.10.1943; 2-я степень — 16.05.1944; 1-я степень — 05.04.1945; 1-я степень — 12.04.1945; 1-я степень — 11.03.1985)[1].
- Зверко, Дмитрий Иванович (1909—1970) —  инженер-подполковник, начальник танкоремонтного завода (2-я степень — 04.11.1943; 1-я степень — 10.08.1944; 1-я степень — 07.02.1945; 1-я степень — 29.06.1945; 2-я степень — 27.09.1945)[1][8].
- Зенков, Николай Иванович (1904—?) — гвардии майор, 8-й гвардейский танковый корпус (2-я степень — 22.04.1943; 1-я степень — 04.08.1944; 1-я степень — 18.09.1944; 2-я степень — 12.03.1945; 1-я степень — 12.05.1945)[1][3].
- Козлов, Михаил Николаевич (1907—?) — подполковник, замполит (2-я степень — 25.03.1944; 1-я степень — 28.05.1944; 1-я степень — 17.08.1944; 2-я степень — 12.03.1945; 1-я степень — 11.03.1985)[1][2].
- Куличенков, Виктор Иванович (1916—1992) — майор, начальник штаба батальона (2-я степень — 21.07.1944; 2-я степень — 15.11.1944; 1-я степень — 13.06.1945; 1-я степень — 23.07.1945; 2-я степень — 11.03.1985; 1-я степень — 13.08.1991)[1][3]. Был повторно награжден юбилейным (шестым по общему счету) орденом [6].
- Лавровский, Владимир Владимирович (1914—?) — майор (2-я степень — 15.01.1944; 1-я степень — 05.10.1944; 1-я степень — 16.02.1945; 2-я степень — 26.04.1945; 1-я степень — 11.03.1985)[1][5].
- Левашов, Иван Васильевич (1917—2000) — гвардии старший лейтенант, танкист (2-я степень — 18.09.1944; 2-я степень — 17.02.1945; 1-я степень — 03.05.1945; 1-я степень — 07.10.1945; 1-я степень — 11.03.1985)[1][8].
- Мамонов, Иван Иванович (1921—?) — гвардии капитан, 8-й гвардейский танковый корпус (1-я степень — 23.11.1943; 2-я степень — 13.02.1945; 1-я степень — 10.05.1945; 2-я степень — 31.05.1945; 1-я степень — 11.03.1985)[1][5].
- Мирошниченко, Григорий Германович (1910—?) — полковник, начальник отдела военных сообщений 67 армии (2-я степень — 26.11.1944; 1-я степень — 09.06.1945; 2-я степень — 30.09.1945; 1-я степень — 25.11.1947; 1-я степень — 11.03.1985)[1][6].
- Моргунов, Дмитрий Гаврилович (1923—?) — гвардии старший лейтенант, 8-й гвардейский танковый корпус (2-я степень — 09.08.1944; 1-я степень — 21.09.1944; 1-я степень — 28.02.1945; 1-я степень — 30.04.1945; 2-я степень — 11.03.1985)[1].
- Мусников, Юрий Семенович (1913—?) — гвардии майор, замполит (2-я степень — 17.04.1943; 1-я степень — 03.12.1944; 2-я степень — 14.04.1945; 1-я степень — 31.05.1945; 1-я степень — 11.03.1985)[1][3].
- Носков, Михаил Васильевич (1907—?) — подполковник, замполит (1-я степень — 07.09.1943; 2-я степень — 07.01.1944; 1-я степень — 21.06.1944; 1-я степень — 01.10.1944; 2-я степень — 11.03.1985)[1][5][2].
- Обенко, Кирилл Сергеевич (1909—1994) — гвардии майор (2-я степень — 03.11.1943; 2-я степень — 15.10.1944; 1-я степень — 21.04.1945; 1-я степень — 19.05.1946; 1-я степень — 11.03.1985)[1][4].
- Панчук, Дмитрий Андреевич (1917—?) — гвардии майор, замполит (2-я степень — 04.03.1943; 2-я степень — 31.07.1943; 1-я степень — 18.11.1943; 1-я степень — 02.11.1944; 1-я степень — 11.03.1985)[1].
- Парасюта, Иван Наумович (1918—?) — гвардии капитан (1-я степень — 26.03.1943; 2-я степень — 15.08.1944; 1-я степень — 03.05.1945; 1-я степень — 27.05.1945; 2-я степень — 11.03.1985)[1][8].
- Повилайтис, Анатолий Иосифович (1919—1988) — гвардии майор (1-я степень — 31.08.1943; 2-я степень — 10.01.1944; 2-я степень — 31.08.1944; 1-я степень — 30.03.1945; 1-я степень — 11.03.1985)[10][1].
- Рождественский, Михаил Дмитриевич (1902—?) — подполковник, начальник штаба полка (1-я степень — 29.12.1943; 1-я степень — 06.08.1944; 1-я степень — 23.08.1944; 2-я степень — 09.05.1945; 2-я степень — 11.03.1985)[1][3].
- Савельев, Исаак Ермолаевич (1914—1996) — гвардии майор, агитатор политотдела 8-го гвардейского танкового корпуса (2-я степень — 14.08.1944; 2-я степень — 15.09.1944; 1-я степень — 07.02.1945; 1-я степень — 25.05.1945; 2-я степень — 11.03.1985; 1-я степень — 04.11.1989)[1]. Был повторно награжден юбилейным (шестым по общему счету) орденом [6].
- Свердлов, Исаак Моисеевич (1920—?) — гвардии майор, артиллерист (2-я степень — 19.11.1943; 1-я степень — 16.02.1945; 2-я степень — 27.05.1945; 1-я степень — 03.10.1945; 1-я степень — 11.03.1985)[1][5].
- Серенко, Павел Захарович (1917—1994) — капитан, сапер (2-я степень — 11.02.1944; 1-я степень — 04.11.1944; 1-я степень — 31.03.1945; 1-я степень — 21.09.1945; 2-я степень — 11.03.1985)[1][6].
- Сизов, Павел Евгеньевич (1918—1990) — подполковник, начальник связи дивизии (2-я степень — 29.07.1944; 2-я степень — 21.08.1944; 1-я степень — 29.05.1945; 1-я степень — 22.09.1945; 1-я степень — 11.03.1985)[1][8].
- Скороход, Иван Николаевич (1924—?) — капитан (2-я степень — 31.03.1944; 2-я степень — 19.05.1944; 1-я степень — 06.02.1945; 1-я степень — 08.03.1945[1]; 1-я степень — 11.03.1985[11])[4].
- Сулименков, Георгий Степанович (1901—?) — гвардии полковник интендантской службы (2-я степень — 03.06.1944; 1-я степень — 12.10.1944; 1-я степень — 11.05.1945; 1-я степень — 05.10.1945; 2-я степень — 11.03.1985)[1][6].
- Сухарев, Николай Николаевич (1907—?) — гвардии подполковник, дивизионный инженер танковой дивизии (2-я степень — 14.03.1945; 2-я степень — 12.04.1945; 1-я степень — 21.05.1945; 1-я степень — 03.06.1946|1948; 2-я степень — 11.03.1985)[1][8].
- Хамлов, Семен Семенович (1922—?) — гвардии старший лейтенант, 8-й гвардейский танковый корпус (2-я степень — 03.09.1944; 2-я степень — 07.12.1944; 1-я степень — 09.04.1945; 1-я степень — 07.06.1945; 1-я степень — 26.06.1945)[1][3].
- Чалый, Артём Алексеевич (1912—?) — гвардии старший лейтенант (2-я степень — 06.07.1944; 1-я степень — 31.07.1944; 1-я степень — 14.05.1945; 1-я степень — 21.05.1945; 2-я степень — 11.03.1985)[1][2].
- Шилин, Виктор Фокович (1923—?) — капитан, артиллерист (2-я степень — 25.08.1944; 1-я степень — 11.10.1944; 2-я степень — 23.02.1945; 1-я степень — 28.05.1945; 1-я степень — 11.03.1985)[1][2].
- Ястребов, Борис Александрович (1915—?) — гвардии капитан, 8-й гвардейский танковый корпус (2-я степень — 24.08.1944; 2-я степень — 18.09.1944; 1-я степень — 21.02.1945; 1-я степень — 06.03.1945; 1-я степень — 11.03.1985)[1][8].

#### 2 ордена I степени + 3 ордена II степени
- Глушков, Леонид Аркадьевич (1908—?) — гвардии майор, замполит (2-я степень — 10.04.1944; 1-я степень — 08.08.1944; 2-я степень — 03.11.1944; 1-я степень — 22.03.1945; 2-я степень — 11.03.1985)[1][5].
- Горшенин, Александр Федорович (1915—?) — гвардии лейтенант, 8-й гвардейский танковый корпус (2-я степень — 21.09.1944; 2-я степень — 26.12.1944; 1-я степень — 28.02.1945; 2-я степень — 16.05.1945; 1-я степень — 11.03.1985)[1][8].
- Диваев, Анвар Нурулович (1924(1917)—2010) — гвардии капитан (2-я степень — 09.09.1944; 2-я степень — 07.03.1945; 2-я степень — 25.04.1945; 1-я степень — 26.06.1945; 1-я степень — 11.03.1985)[5].
- Довгалюк, Иван Никитович (1914—?) — гвардии майор (2-я степень — 28.08.1943; 2-я степень — 06.05.1944; 2-я степень — 21.06.1944; 1-я степень — 11.04.1945; 1-я степень — 11.03.1985)[1][5].
- Жидков, Константин Алексеевич (1913—?) — гвардии инженер-подполковник, 8-й гвардейский танковый корпус (2-я степень — 07.05.1943; 2-я степень — 28.09.1943; 1-я степень — 03.09.1944; 1-я степень — 09.10.1944; 2-я степень — 06.05.1987)[1][8].
- Заргано, Филипп Климентьевич (1908—1990) — капитан, (2-я степень — 20.01.1944; 2-я степень — 05.10.1944; 1-я степень — 26.03.1945; 1-я степень — 06.06.1945; 2-я степень — 11.03.1985)[1][3].
- Киселев, Степан Васильевич (1916—?) — капитан, сапер (2-я степень — 09.05.1943; 1-я степень — 29.10.1943; 2-я степень — 24.08.1944; 1-я степень — 14.02.1945; 2-я степень — 11.03.1985)[1][6].
- Лагирев, Борис Иванович (1918—?) — майор (2-я степень — 22.10.1943; 1-я степень — 05.03.1945; 2-я степень — 20.05.1945; 1-я степень — 29.06.1945; 2-я степень — 11.03.1985)[1][3].
- Лапшин, Николай Емельянович (1914—?) — майор, парторг (2-я степень — 08.10.1944; 1-я степень — 17.02.1945; 1-я степень — 13.03.1945; 2-я степень — 05.06.1945; 2-я степень — 11.03.1985)[1][3].
- Мазуров, Стефан Иванович (1921—?) — гвардии лейтенант (2-я степень — 21.12.1943; 1-я степень — 09.1944; 1-я степень — 26.03.1945; 2-я степень — 11.06.1945; 2-я степень — 11.03.1985)[1][8].
- Маланьин, Михаил Иванович (1910—1997) — гвардии лейтенант (2-я степень — 04.02.1945; 2-я степень — 22.02.1945; 1-я степень — 14.05.1945; 1-я степень — 22.05.1945; 2-я степень — 11.03.1985)[1][3].
- Мартыненко, Николай Тихонович (1911—?) — гвардии майор (1-я степень — 16.03.1945; 2-я степень — 29.03.1945; 2-я степень — 06.06.1945; 1-я степень — 14.06.1945; 2-я степень — 11.03.1985)[1][3].
- Никитин, Константин Александрович (1919—?) — гвардии лейтенант, 8-й гвардейский танковый корпус (2-я степень — 09.08.1944; 1-я степень — 26.12.1944; 2-я степень — 06.03.1945; 1-я степень — 16.05.1945; 2-я степень — 11.03.1985)[1].
- Озерский, Бернард Львович (1911—?) — капитан, артиллерист (1-я степень — 04.06.1944; 2-я степень — 03.08.1944; 1-я степень — 04.03.1945; 2-я степень — 08.06.1945; 2-я степень — 01.08.1986)[1][8].
- Орецкий, Абрам Моисеевич (1921—1995) — майор (2-я степень — 08.09.1943; 2-я степень — 19.09.1944; 2-я степень — 06.11.1944; 1-я степень — 04.06.1945; 1-я степень — 11.03.1985)[1][5].
- Печенежский, Василий Андреевич (1920—?) — капитан, артиллерист (2-я степень — 22.08.1943; 2-я степень — 15.08.1944; 1-я степень — 03.09.1944; 1-я степень — 03.04.1945; 2-я степень — 11.03.1985)[1][6].
- Пивнюк, Фёдор Ильич (1914—?) — старший лейтенант (2-я степень — 16.05.1944; 2-я степень — 29.08.1944; 1-я степень — 17.02.1945; 1-я степень — 23.05.1945; 2-я степень — 11.03.1985)[1][4].
- Покаместов, Петр Михайлович (1919—2008) — гвардии капитан, артиллерист (2-я степень — 01.08.1943; 1-я степень — 22.09.1944; 2-я степень — 21.03.1945; 1-я степень — 21.03.1945; 2-я степень — 11.03.1985)[1][8].
- Порохня, Борис Егорович (1919—?) — гвардии капитан (2-я степень — 27.01.1944; 1-я степень — 19.05.1944; 2-я степень — 19.11.1944; 2-я степень — 21.05.1945; 1-я степень — 11.03.1985)[1][3].
- Рудаковский, Евгений Кириллович (1906—?) — полковник, командир отдельного полка связи (2-я степень — 20.02.1944; 2-я степень — 19.07.1944; 1-я степень — 13.02.1945; 1-я степень — 30.04.1945; 2-я степень — 11.03.1985)[1][6].
- Смирнов, Михаил Степанович (1923—?) — гвардии старшина, танкист (2-я степень — 24.01.1944; 1-я степень — 27.06.1944; 1-я степень — 28.09.1944; 2-я степень — 31.01.1945; 2-я степень — 11.03.1985)[1][12][13].
- Токтаров, Василий Константинович (1911—2001) — гвардии старший лейтенант (2-я степень — 13.07.1944; 2-я степень — 13.12.1944; 1-я степень — 28.02.1945; 1-я степень — 16.05.1945; 2-я степень — 11.03.1985)[1][2].
- Трифонов, Павел Андреевич (1910—?) — гвардии капитан (2-я степень — 15.09.1943; 2-я степень — 03.10.1944; 1-я степень — 12.03.1945; 1-я степень — 10.05.1945; 2-я степень — 11.03.1985)[1][5].
- Устинович, Пантелеймон Тарасович (1917—?) — капитан, сапер (2-я степень — 08.08.1944; 2-я степень — 12.02.1945; 1-я степень — 24.04.1945; 2-я степень — 18.09.1945; 1-я степень — 11.03.1985)[1][3]. Было два награждения юбилейным орденом, поэтому встречаются фотографии с шестью орденами[6].
- Хайкин, Иосиф Борисович (1910—?) — гвардии майор, связист (2-я степень — 10.09.1944; 1-я степень — 22.02.1945; 1-я степень — 10.06.1945; 2-я степень — 11.10.1945; 2-я степень — 11.03.1985)[1][6].

#### 1 орден I степени + 4 ордена II степени
- Казанцев, Михаил Максимович (1914—1991) — гвардии капитан, замполит (2-я степень — 03.04.1944; 2-я степень — 06.09.1944; 2-я степень — 24.09.1944; 1-я степень — 16.02.1945; 2-я степень — 11.03.1985)[1][6].

### Кавалеры четырёх орденов

#### 4 ордена I степени
- Арапов, Владимир Алексеевич (1925) — младший лейтенант, танкист (12.08.1944; 29.10.1944; 4.11.1944; 11.03.1985)[1].
- Баишев, Григорий Лукьянович (1907—1990) — гвардии генерал-майор ИТС, (07.08.1943, 18.05.1944, 31.08.1945, 06.04.1985)[1].
- Беспалов, Иван Антонович (1914—1989) — майор, Герой Советского Союза (25.07.1944; 17.08.1944; 26.02.1945; 11.03.1985)[1][14].
- Богданов, Александр Михайлович (1912—?) — подполковник (7.05.1945; 8.06.1945; 10.06.1945; 11.03.1985)[1].
- Гвоздёв, Иван Федорович (1924—2012) — лейтенант, командир минометного взвода 753 стр. полка 192 сд (26.07.1944, 04.09.1944, 26.04.1945, 11.03.1985)[1].
- Логинов, Сергей Дмитриевич (1908—1992) — капитан, Герой Советского Союза (16.11.1944; 8.06.1945; 9.07.1945; 11.03.1985)[1][15].

#### 3 ордена I степени + 1 орден II степени
- Бибик, Иван Филиппович (1919—2006) — майор, артиллерист (2-я степень — 07.12.1943; 1-я степень — 15.10.1944; 1-я степень — 25.10.1944; 1-я степень — 11.03.1985)[1].
- Биляминов, Фёдор Яковлевич (1919—1992) — гвардии майор, (2-я степень — 04.04.1944; 1-я степень — 04.12.1944; 1-я степень — 24.02.1945; 1-я степень — 11.03.1985)[1].
- Бимбаш, Пётр Степанович (1919 — после 1981 года) — генерал-майор Вооруженных сил СССР (2-я степень — 23.03.44, 1-я степень — 30.06.45, 1-я степень — 27.12.45, 1-я степень — 06.04.85)[16].
- Бологов, Михаил Николаевич (1923—2006) — полковник, артиллерист (2-я степень — 22.09.1944; 1-я степень — 07.04.1945; 1-я степень — 31.05.1945; 1-я степень — 11.03.1985)[1].
- Борозенец, Степан Николаевич (1922—2016) — полковник, Герой Советского Союза (1-я степень — 03.02.1945; 2-я степень — 18.04.1945; 1-я степень — 12.05.1945; 1-я степень — 11.03.1985)[1].
- Бочаров, Николай Николаевич (1921—?) — капитан, артиллерист (2-я степень — 02.01.1944; 1-я степень — 16.03.1945; 1-я степень — 04.06.1945; 1-я степень — 11.03.1985)[1].
- Буйнак, Александр Петрович (1920—?) — гвардии лейтенант (2-я степень — 03.03.1945; 1-я степень — 26.04.1945; 1-я степень — 13.05.1945; 1-я степень — 11.03.1985)[1].
- Горелик, Симон Вольфович (1920—?) — гвардии капитан (2-я степень — 12.08.1944; 1-я степень — 26.12.1944; 1-я степень — 10.05.1945; 1-я степень — 11.03.1985)[1].
- Гринберг, Семён Иосифович (1921—2009) — капитан, артиллерист (2-я степень — 3.09.1944; 1-я степень — 24.02.1945; 1-я степень — 16.09.1945; 1-я степень — 11.03.1985)[1].
- Грузенберг, Владимир Фёдорович (1907—2003) — генерал-майор (1-я степень — 06.10.1943; 1-я степень — 15.04.1944; 2-я степень — 25.10.1944; 1-я степень — 11.03.1985)[1]
- Гузиенко, Роман Елисеевич (1923—1998) — генерал-лейтенант (2-я степень — 19.09.1943; 1-я степень — 31.12.1944; 1-я степень — 08.06.1945; 1-я степень — 11.03.1985)[1]
- Демиденко, Петр Ефимович (1921—1991) — майор (2-я степень — 29.03.1944; 1-я степень — 06.08.1944; 1-я степень — 30.03.1945; 1-я степень — 11.03.1985)[1].
- Жеребцов, Михаил Николаевич (1923—1994) — старший лейтенант, связист (2-я степень — 09.02.1945; 1-я степень — 14.04.1945; 1-я степень — 11.05.1945; 1-я степень — 11.03.1985)[1].
- Жоров, Семён Васильевич (1922—1987) — майор, Герой Советского Союза (1-я степень — 17.02.1945; 2-я степень — 18.04.1945; 1-я степень — 16.05.1945; 1-я степень — 11.03.1985)[1].
- Захаров, Валерий Николаевич (1920—2010) — майор (2-я степень — 25.08.1944; 1-я степень — 21.11.1944; 1-я степень — 15.04.1945; 1-я степень — 21.02.1987)[17].
- Иванов, Юрий Васильевич (1920—1990) — вице-адмирал, (1-я степень — 04.09.1943; 2-я степень — 13.09.1944; 1-я степень — 02.11.1944; 1-я степень — 11.03.1985)
- Ильюшенко, Василий Иванович (1914—1990) — генерал-майор (2-я степень — 14.04.1944; 1-я степень — 31.3.1945; 1-я степень — 28.06.1945; 1-я степень — 11.03.1985)[1].
- Кабанов, Василий Владимирович (1909—1987) — гвардии полковник (1-я степень — 14.10.1943; 1-я степень — 03.01.1944; 22.12.1944; 2-я степень — 06.04.1985)[18]
- Коняхин, Александр Романович (1921—2004) — капитан, Герой Советского Союза (1-я степень — 14.11.1943; 1-я степень — 11.09.1944; 2-я степень — 30.12.1944, 1-я степень — 11.03.1985)[1].
- Кошелев, Фёдор Васильевич (1914—?) — гвардии капитан (2-я степень — 04.11.1943; 1-я степень — 16.08.1944; 1-я степень — 27.03.1945, 1-я степень — 27.06.1945)[1].
- Куринный, Демьян Евстафьевич (1912—?), гвардии полковник (2-я степень — 14.03.1943; 1-я степень — 07.09.1944; 1-я степень — 29.04.1945; 1-я степень — 16.05.1945)[1].
- Кущ, Лаврентий Фирсович (1914—1997), подполковник (2-я степень — 05.06.1944; 1-я степень — 16.03.1945; 1-я степень — 02.06.1945; 1-я степень — 11.03.1985)[1]
- Лихачёв, Михаил Тимофеевич (1913—1954), полковник (2-я степень — 20.07.1943; 1-я степень — 31.07.1944; 1-я степень — 13.09.1945; 1-я степень — 24.08.1949)[1]
- Мезенцев, Василий Афанасьевич (1917—2003) — генерал-майор артиллерии (2-я степень — 09.09.1943; 1-я степень — 28.08.1944; 1-я степень — 13.02.1945; 1-я степень — 11.03.1985)[1].
- Назаров, Константин Александрович (1923—1996) — генерал-майор, Герой Советского Союза (2-я степень — 10.08.1944; 1-я степень — 4.02.1945; 1-я степень — 8.06.1945; 1-я степень — 11.03.1985)[1].
- Недбайло, Анатолий Константинович (1923—2008) — генерал-майор авиации, дважды Герой Советского Союза (2-я степень — 3.05.1944; 1-я степень — 15.08.1944; 1-я степень — 19.05.1945; 1-я степень — 11.03.1985)[1].
- Олепир, Алексей Иванович (1921—2004) — полковник, Герой Советского Союза (2-я степень — ?; 1-я степень — 06.11.1944; 1-я степень — ?; 1-я степень — 11.03.1985)[1].
- Пехтерев, Михаил Андреевич (1915—1994) — генерал-лейтенант  (2-я степень — 11.02.1945; 1-я степень — 22.02.1944; 1-я степень — 21.05.1945; 1-я степень — 06.04.1985)[1].
- Ракитин, Павел Николаевич (1923—1991) — старший лейтенант (2-я степень — 04.03.1944; 1-я степень — 09.05.1945; 1-я степень — 16.05.1945; 1-я степень — 11.03.1985)[1].
- Саппа, Николай Семёнович (1919—2010) — гвардии капитан (2-я степень — 22.05.1944; 1-я степень — 25.10.1944; 1-я степень — 08.02.1945[19]; 1-я степень — 06.04.1985).
- Сергеев, Сергей Степанович (1910—1999) — гвардии подполковник (2-я степень — 05.06.1944; 1-я степень — 28.12.1943; 1-я степень — 20.05.1945[20]; 1-я степень — 06.04.1985).
- Снетков, Борис Васильевич (1925—2006) — генерал армии (1-я степень — 02.02.1944; 2-я степень — 06.05.1945; 1-я степень — 08.09.1945; 1-я степень — 11.03.1985)[1][21].
- Средин, Геннадий Васильевич (1917—1991) — генерал-полковник (2-я степень — 25.08.1943; 1-я степень — 31.10.1944; 1-я степень — 19.05.1945; 1-я степень — 11.03.1985)[1][22].
- Сытько, Андрей Васильевич (1914—1993) — старший лейтенант, Герой Советского Союза (2-я степень — 19.12.1944; 1-я степень — 16.01.1945; 1-я степень — 07.02.1945; 1-я степень — 06.04.1985)
- Тихонов, Николай Афанасьевич (род. 1920) — гвардии майор (2-я степень — 01.03.1944; 1-я степень — 17.09.1944; 1-я степень — 16.02.1945[23]; 1-я степень — 06.11.1985).
- Ткаченко, Глеб Николаевич (1923—2013) — генерал-лейтенант (2-я степень — 25.08.1943; 1-я степень — 07.10.1944; 1-я степень — 22.02.1945; 1-я степень — 11.03.1985)
- Федченко, Иван Семёнович (1923—1987) — капитан, Герой Советского Союза (1-я степень — 27.10.1943; 1-я степень — 23.11.1943; 2-я степень — 03.03.1945; 1-я степень — 11.03.1985)
- Чавчанидзе, Георгий Самсонович (1912—1986) — гвардии лейтенант (1-я степень — 24.04.1945, 1-я степень — 08.05.1945, 1-я степень — 11.03.1985, 2-я степень — 24.04.1945)[24]
- Чупров, Фёдор Михайлович (1921—1990) — капитан (1-я степень — 18.05.1945, 1-я степень — 24.05.1945, 1-я степень — 11.03.1985, 2-я степень — 03.03.1944)

#### 2 ордена I степени + 2 ордена II степени
- Аранович (Аронович, Арапович), Александр Григорьевич (1913—?) инженер-подполковник (2-я степень — 07.08.1943; 2-я степень — 21.08.1943; 1-я степень — 30.04.1945; 1-я степень — 11.03.1985)[1]
- Баданес (Боданес), Михаил Кусильевич (1919—?) гвардии инженер-майор (2-я степень — 16.03.1943; 2-я степень — 21.10.1943; 1-я степень — 28.04.1945; 1-я степень — 11.03.1985)[1]
- Бейниш, Азриль Моисеевич (1911—?), гвардии капитан, командир батареи (2-я степень — 27.08.1944; 1-я степень — 12.04.1945; 2-я степень — 09.07.1945; 1-я степень — 11.03.1985)[1]
- Варганов Алексей Дмитриевич (1916 - 1988), гвардии старший лейтенант) (2-я степень 1944; 1-я степень 1945; 1-я степень 1945; 2-я степень 1985)[1]
- Гершенович, Наум Ефимович (1918—?) старшина, разведчик (1-я степень — 29.11.1944; 1-я степень — 22.02.1945; 2-я степень — 11.03.1945; 2-я степень — 11.03.1985)[1]
- Голиков, Сергей Тимофеевич (1917—?) гвардии капитан, командир батареи (2-я степень — 18.05.1944; 2-я степень — 19.03.1945; 1-я степень — 17.05.1945; 1-я степень — 29.05.1945)[1]
- Голованов, Анатолий Владимирович (1918(1908)—1990), майор, артиллерист (2-я степень — 17.04.1944; 1-я степень — 06.09.1944; 1-я степень — 26.02.1945; 2-я степень — 11.03.1985)[1]
- Дарбашкеев, Константин Григорьевич (1925—2015), гвардии младший сержант, разведчик (1-я степень — 19.09.44; 2-я степень — 21.09.44; 1-я степень — 24.03.45; 2-я степень — 11.03.1985)[1]
- Доронин, Алексей Фёдорович (1922—?), ст. лейтенант, командир взвода (2-я степень — 18.07.44; 2-я степень — 06.11.44; 1-я степень — 06.06.45; 1-я степень — 11.03.1985)[1]
- Духов, Алексей Михайлович (1921—1984), капитан, Герой Советского Союза (2-я степень — 12.08.1943; 2-я степень — 24.09.1943; 1-я степень — 26.01.1945; 1-я степень — 12.03.1945)[1]
- Зайцев, Михаил Митрофанович (1923—2009), генерал армии, Герой Советского Союза (2-я степень — 17.08.1944; 2-я степень — 29.03.1945; 1-я степень — 13.05.1945; 1-я степень — 11.03.1985)[1]
- Заугольников Василий Сергеевич (1905—1999) — гвардии подполковник (2-я степень — 21.01.1944; 1-я степень — 15.09.1944; 2-я степень — 17.02.1945; 1-я степень — 06.04.1985)[25]
- Зорин, Анатолий Александрович (1922—?) — подполковник, артиллерист (2-я степень — 09.02.1944; 1-я степень — 02.09.1944; 1-я степень — 17.05.1945; 2-я степень — 11.03.1985)[1]
- Иванов, Михаил Иванович (1919—1996), майор, Герой Советского Союза (2-я степень — 20.09.1944; 1-я степень — 14.12.1944; 2-я степень — 12.05.1945; 1-я степень — 11.03.1985)[1][26]
- Капинос, Василий Максимович (1919—2007), гвардии майор (2-я степень — 14.08.1943; 1-я степень — 17.08.1944; 1-я степень — 17.05.1945; 1-я степень — 11.03.1985)
- Капустин, Иван Яковлевич (1910—2002), гвардии полковник, кадровик (2-я степень — 09.10.1943; 1-я степень — 28.08.1944; 1-я степень — 06.05.1945; 2-я степень — 11.03.1985)[27]
- Климов, Николай Михайлович (1910—2003), гвардии капитан (2-я степень — 04.02.1944; 2-я степень — 08.09.1944; 1-я степень — 10.02.1945; 1-я степень — 11.09.1945)[1][28]
- Клочков, Степан Александрович (1909—1956), старший лейтенант (1-я степень — 24.05.1944; 2-я степень — 18.11.1944; 1-я степень — 06.01.1945; 2-я степень — 11.09.1945)[1]
- Козленко, Валентин Васильевич (1922—1986), полковник, артиллерист (2-я степень — 08.01.1944; 2-я степень — 09.08.1944; 1-я степень — 08.12.1944; 1-я степень — 11.03.1985)[1]
- Колодяжный, Иван Константинович (1920—1985) — генерал-лейтенант, полный кавалер ордена «За службу Родине в Вооружённых Силах СССР» (2-я степень — 18.11.1942; 2-я степень — 06.12.1944; 1-я степень — 13.06.1945; 1-я степень — 11.03.1985)[1]
- Коркоценко, Дмитрий Игнатьевич (1922—1990), старший лейтенант, Герой Советского Союза (1-я степень — 8.03.1945; 2-я степень — 25.05.1945; 2-я степень — 2.12.1945; 1-я степень — 11.03.1985)[1]
- Кузьмин, Андрей Иванович (1918—1996), полковник, войска связи (2-я степень — 18.02.1944; 2-я степень — 13.04.1944; 1-я степень — 31.05.1945; 1-я степень — 11.03.1985)[1]
- Кучеренко, Николай Павлович (1915—1988) — капитан, заслуженный штурман-испытатель СССР (1-я степень — 24.08.1944; 1-я степень — 24.02.1945; 2-я степень — 16.09.1945; 2-я степень — 11.03.1985)[1]
- Левин, Борис Менделевич (1922—?), гвардии старший лейтенант (2-я степень — 05.11.1943; 1-я степень — 07.09.1944; 1-я степень — 22.05.1945; 2-я степень — 11.03.1985)[1]
- Левин, Наум Исаакович (1923), майор (2-я степень — 28.11.1943; 2-я степень — 11.10.1944; 1-я степень — 16.06.1945; 1-я степень — 11.03.1985)[1]
- Литвинков, Степан Сергеевич (1926—?), младший сержант (2-я степень — 25.02.1945; 1-я степень — 04.04.1945; 2-я степень — 30.04.1945; 1-я степень — 11.03.1985)[1]
- Макурин, Александр Васильевич (1916—?), гвардии капитан (2-я степень — 14.08.1944; 1-я степень — 11.02.1945; 2-я степень — 18.06.1945; 1-я степень — 11.03.1985)[1]
- Мантюк, Василий Степанович (1923—1997), майор, артиллерист (2-я степень — 12.02.1944; 2-я степень — 28.08.1944; 1-я степень — 31.03.1945; 1-я степень — 11.03.1985)[1]
- Медведев, Павел Николаевич (1922—1987), адмирал, (2-я степень — 16.09.1943; 2-я степень — 16.04.1945; 1-я степень — 17.09.1944; 1-я степень — 11.03.1985)[1]
- Местечко, Владимир Данилович (17.08.1923 — 23.11.1999), лейтенант, артиллерист (2-я степень — 05.07.1944; 1-я степень — 31.08.1944; 2-я степень — 27.05.1945; 1-я степень — 11.03.1985)
- Надиев, Дорджи Яковлевич (1922—2011), капитан (2-я степень — 8.10.1943; 2-я степень — 24.08.1944; 1-я степень — 23.03.1945; 1-я степень — 11.03.1985)[1]
- Недзельский, Константин Иванович (1910—?), подполковник, сапёр (2-я степень — 25.12.1943; 2-я степень — 30.12.1943; 1-я степень — 29.01.1945; 1-я степень — 25.02.1945)[1]
- Нездолий, Кузьма Павлович (1923—2010), генерал-майор, Герой Советского Союза, (2-я степень — 26.08.1944; 2-я степень — 05.03.1945; 1-я степень — ?; 1-я степень — 11.03.1985)[1]
- Орделли, Михаил Аркадьевич (1912—?), инженер-майор, Дорожник, (2-я степень — 27.12.1943; 1-я степень — 21.09.1944; 1-я степень — 15.05.1945; 2-я степень — 21.02.1987)[1]
- Пендраковский, Александр Лаврентьевич (1918—1988) — капитан, пом. начальника штаба по разведке 16-й механизированной бригады 7-го механизированного корпуса (1-я степень — 16.09.1944; 2-я степень — 28.01.1945; 2-я степень — 28.03.1945; 1-я степень — 11.03.1985).
- Першин, Константин Ардалионович (1915—1982) — гвардии майор медслужбы (2-я степень — 30.12.1943; 1-я степень — 09.10.1944; 2-я степень — 10.04.1945; 1-я степень — 11.07.1945)[1][28]
- Прокушев, Иван Устинович (1911-?), полковник (2-я степень — 28.08.1944; 2-я степень — 06.09.1944; 1-я степень — 24.07.1945; 1-я степень — 11.03.1985)[1]
- Райков, Анатолий Иванович (1924—1994), майор, Герой Советского Союза (1-я степень — 09.02.1945; 2-я степень — 19.02.1945; 2-я степень — 18.06.1945; 1-я степень — 11.03.1985)[1]
- Рекунков, Александр Михайлович (1920—1996), гвардии лейтенант, Генеральный прокурор СССР 1981—1988 (2-я степень — 08.07.1944; 2-я степень — 30.08.1944; 1-я степень — 10.12.1944; 1-я степень — 11.03.1985)[1]
- Рыбчак, Василий Петрович (1923(1924)—?), старший лейтенант (2-я степень — 29.08.1944; 2-я степень — 20.03.1945; 1-я степень — 15.05.1945; 1-я степень — 11.03.1985)[1]
- Рябчук, Виктор Дмитриевич (род. 1924), капитан (затем — генерал-майор) (2-я степень — 12.07.1943; 1-я степень — 13.08.1944; 2-я степень — 01.06.1945; 1-я степень — 11.03.1985)
- Самодумский, Михаил Митрофанович (1905—?), майор, артиллерист (2-я степень — 21.03.1943; 1-я степень — 30.05.1944; 1-я степень — 25.10.1944; 2-я степень — 29.09.1945)[1]
- Саморцев, Захар Иннокентьевич — (р. 23.03.1913) - гвардии капитан, участник Парада Победы 1945 года на Красной площади (2-я степень — 11.02.1944, 2-я степень — 06.09.1944, 1-я степень — 12.04.1945[29], 1-я степень - 1985)[30].
- Сапьянов, Андрей Владимирович (1917—?), капитан, артиллерист (2-я степень — 07.12.1943; 1-я степень — 23.09.1944; 2-я степень — 21.03.1945; 1-я степень — 11.03.1985)[1]
- Серкова, Евгения Евстафьевна (1900—1985), подполковник медицинской службы (2-я степень — 08.03.1943; 1-я степень — 24.05.1944; 1-я степень — 05.05.1945; 2-я степень — 11.03.1985)[1]
- Сидельников(Седельников), Сергей Антонович (1923(24)—1989), старший сержант, разведчик (2-я степень — 26.09.1944; 1-я степень — 22.11.1944; 1-я степень — 07.12.1944; 2-я степень — 11.03.1985)[1]
- Сидоренко, Пётр Алексеевич (1923—?), старший лейтенант, танкист (2-я степень — 23.10.1943; 1-я степень — 07.03.1945; 2-я степень — 09.06.1945; 1-я степень — 11.03.1985)[1]
- Скулков, Дмитрий Тимофеевич (1909—1986), капитан, политрук (2-я степень — 28.08.1944; 1-я степень — 14.04.1945; 1-я степень — 06.06.1945; 2-я степень — 11.03.1985)[1]
- Славин, Александр Маркович (1897—1993), подполковник ветеринарной службы, Герой Социалистического Труда (2-я степень — 6.11.1943; 1-я степень — 26.10.1944; 1-я степень — 15.08.1945; 2-я степень — 11.03.1985)[1]
- Сомов, Николай Егорович (1924), полковник (2-я степень — 01.08.1944; 2-я степень — 14.08.1944; 1-я степень — 16.04.1945; 1-я степень — 11.03.1985)[1]
- Сулейманов, Барно Сулейманович (1917—2001), подполковник (2-я степень — 22.03.1944; 1-я степень — 24.01.1945; 1-я степень — 30.04.1945; 2-я степень — 11.03.1985)[1]
- Тюрин, Иван Григорьевич (1921—1997) — Герой Советского Союза, генерал-майор (2-я степень — 06.08.1944; 2-я степень — 09.08.1944; 1-я степень — 06.01.1945; 1-я степень — 11.03.1985)[1]
- Табанаков, Иван Евдокимович (1916—1978) — гвардии подполковник, артиллерист (2-я степень — 30.10.1943; 1-я степень — 29.10.1943; 2-я степень — 20.05.1944; 1-я степень — 12.05.1945)
- Троицкий, Андрей Яковлевич (1924—2003) — старший лейтенант (2-я степень — 16.03.1944; 2-я степень — 30.10.1944; 1-я степень — 01.11.1944; 1-я степень — 11.03.1985)
- Тюлькин, Павел Петрович (1926—1945) — старшина (1-я степень — 03.11.1944; 2-я степень — 15.12.1944; 1-я степень — 02.04.1945; 2-я степень — 05.04.1945)[31]
- Уклеба, Кирилл Никифорович (1913—1997) — Герой Советского Союза, майор (2-я степень — 04.08.1944; 2-я степень — 28.09.1944; 1-я степень — 13.01.1945; 1-я степень — 11.03.1985)
- Федякин, Николай Николаевич (1921—?), гвардии лейтенант, танкист (1-я степень — 12.08.1944; 2-я степень — 30.03.1945; 1-я степень — 12.09.1945; 2-я степень — 11.03.1985)[1]
- Цикин, Сергей Павлович (1916—?), гвардии капитан (2-я степень — 04.12.1943; 2-я степень — 31.12.1944; 1-я степень — 17.05.1945; 1-я степень — 11.03.1985)[1]
- Шевяков, Илья Васильевич (1912—1998), старший лейтенант, артиллерист (2-я степень — 15.02.1945; 2-я степень — 05.03.1945; 1-я степень — 26.05.1945; 1-я степень — 11.03.1985)[1]
- Щипанов, Николай Константинович (1924—1994) — Герой Советского Союза, генерал-майор юстиции (2-я степень — 15.12.1943; 2-я степень — 15.05.1944; 1-я степень — 15.06.1945; 1-я степень — 11.03.1985)
- Яненков, Николай Александрович (1917— ?) — гвардии старшина (2-я степень — 22.08.1944; 1-я степень — 20.03.1945; 1-я степень — 15.04.1945; 2-я степень — 11.03.1985)[1]

#### 1 орден I степени + 3 ордена II степени
- Акуленко, Михаил Степанович (1914—?) — подполковник (2-я степень — 02.01.1944; 1-я степень — 13.08.1944; 2-я степень — 01.04.1945; 2-я степень — 11.03.1985)[1]
- Безсонов, Борис Дмитриевич (1909—1988) — полковник ГБ (1-я степень — 08.05.1945; 2-я степень — 31.05.1945; 2-я степень — 16.09.1945; 2-я степень — 11.03.1985)[32]
- Борзилов, Михаил Иванович (1915—2002), майор (1-я степень — 28.10.1943; 2-я степень — 27.04.1944; 2-я степень — 14.02.1945; 2-я степень — 11.03.1985)[1]
- Гусляков, Георгий Иванович (1922—1998) — гвардии старшина, танкист, Герой Российской Федерации (2-я степень — 26.08.1944; 2-я степень — 10.04.1945; 2-я степень — 09.05.1945; 1-я степень — 11.03.1985)[1]
- Зарубин, Василий Иванович (1909—1998) — гвардии старшина (2-я степень — 12.08.1944; 1-я степень — 15.02.1945; 2-я степень — 02.07.1945; 2-я степень — 11.03.1985)[1]
- Клюкин, Борис Викторович (1919—2003) — полковник (2-я степень — 26.05.1944; 2-я степень — 01.04.1945; 2-я степень — 31.05.1945; 1-я степень — 11.03.1985)[1]
- Ковинько, Иван Яковлевич (1911—?) — майор (2-я степень — 17.01.1944; 2-я степень — 31.01.1944; 2-я степень — 12.09.1944; 1-я степень — 11.03.1985)[1]
- Мантуров, Михаил Никонович (1917—1996) — старшина, Герой Советского Союза (2-я степень — 04.08.1944; 2-я степень — 21.08.1944; 1-я степень — 30.05.1945; 2-я степень — 11.03.1985)[1]
- Нестеренко Михаил Александрович (1911—1991)— майор, начальник узла связи 28 армии (2-я степень — 06.04.1944; 2-я степень — 24.08.1944; 1-я степень — 13.01.1945; 2-я степень — 06.04.1985)
- Погорелов, Иван Семёнович (1910—?) — гвардии майор (2-я степень — 28.01.1944; 2-я степень — 11.10.1944; 1-я степень — 27.06.1945; 2-я степень — 11.03.1985)[1]
- Резницкий, Абрам Срульевич (1923—?) — гвардии капитан (2-я степень — 29.06.1944; 2-я степень — 25.08.1944; 1-я степень — 21.05.1945; 2-я степень — 11.03.1985)[1]
- Смагленко, Фёдор Павлович (1914—2003) — майор (2-я степень — 25.03.1944, 1-я степень — 01.09.1944, 2-я степень — 27.04.1945, 2-я степень— 06.04.1985)[33].
- Суздалев, Николай Емельянович (1920—?) — гвардии лейтенант, 8-й гвардейский танковый корпус (2-я степень — 30.08.1944; 2-я степень — 26.12.1944; 1-я степень — 06.03.1945; 2-я степень — 16.05.1945)[1]
- Тимохин, Василий Иванович (1923—?) — гвардии капитан (2-я степень — 03.12.1943; 2-я степень — 14.07.1944; 1-я степень — 12.08.1944; 2-я степень — 11.03.1985)[1]
- Хабахпашев, Алексей Георгиевич (1920—2006) — капитан (1-я степень — 01.11.1943; 2-я степень — 27.09.1944; 2-я степень — 13.06.1945; 2-я степень — 11.03.1985)[1]
- Хорешко, Григорий Трофимович (1920—1987) — генерал-лейтенант (2-я степень — 10.10.1943; 2-я степень — 06.11.1944; 2-я степень — 30.03.1945; 1-я степень — 11.03.1985)[34]
- Хрусталёв Николай Семёнович (1918—1985) — майор (2-я степень — 01.12.1944; 2-я степень — 21.02.1945; 2-я степень — 22.07.1945; 1-я степень — 11.03.1985)[1]

4 ордена II степени
Осиновец Евгений Никифорович (1921—?) — старший лейтенант, старший офицер батареи 1844-го Армейского истребительного противотанкового полка (дважды в 1944; дважды в 1946).

### Кавалеры трёх орденов

#### 1 орден I степени + 2 ордена II степени
- Архипов, Алексей Александрович (1920—2008) — младший лейтенант (2-я степень — 06.07.1944; 1-я степень — 22.05.1945; 2-я степень — 06.04.1985)[35]
- Багаев, Михаил Гаврилович ( 1918—1998) — старший лейтенант (1-я степень — 20.08.1943; 2-я степень — 13.12.1943; 1-я степень — 06.04.1985)[36]

- Баренбойм, Исаак Юлисович (1910—1984) — инженер-майор, Герой Социалистического Труда (1-я степень — 13.09.1943; 2-я степень — 30.08.1944; 2-я степень — 21.02.1987)
- Борисов, Андрей Федорович (1912—1992) — майор, политработник. По окончании Великой Отечественной войны — инспектор Политотдела 79-го стрелкового корпуса (2-я степень — 30.11.1944; 1-я степень — 14.04.1945[37]; 2-я степень — 06.04.1985[38]).
- Дубровин, Сергей Филиппович (1907—1999) — полковник (2-я степень — 04.02.1944; 1-я степень — 21.11.1944; 2-я степень — 06.04.1985)[39]
- Иванов, Геннадий Игнатьевич (1916—1994) — гвардии лейтенант (1-я степень — 02.11.1945; 2-я степень — 06.11.1947; 1-я степень — 06.04.1985)[40]
- Казанцев, Степан Фёдорович (1916—2004) — гвардии старшина (2-я степень — 06.03.1945; 1-я степень — 16.05.1945; 2-я степень — 06.04.1985)[41]
- Кузнецов, Эфраим Еремеевич (р. 1913 ) — майор, начальник штаба 1290-го Ломжинского стрелкового полка 385-й стрелковой дивизии (2-я степень — 17.10.1944, 2-я степень — 09.05.1945[42], 1-я степень — 06.04.1985[43])
- Лунин, Виктор Никандрович (1925—2012) — гвардии красноармеец (2-я степень — 22.01.1945; 2-я степень — 19.05.1945; 1-я степень — 23.12.1985)[44][45]
- Ляхов, Петр Андреевич (1913 — после 1985) — гвардии майор административной службы, старший помощник начальника разведотдела штаба 10-го гвардейского стрелкового корпуса (2-я степень — 28.04.1944, 2-я степень — 01.03.1945[46], 1-я степень — 06.04.1985[47])

- Мамыкин, Николай Сергеевич (1918—?) — Майор (на начало апреля 1945 г.), заместитель начальника штаба 120-й Отдельной танковой бригады (2-я степень — 17.01.1944; 1-я степень 25.07.1944; 2-я степень — 10.04.1945)[48]
- Перлов Израиль Самойлович (1924—после 1985) — майор (2-я степень — 1944, 1944; 1-я степень — 1945)[49]
- Петропавловский, Леонард Павлович (1924—1994) — капитан (2-я степень — 19.08.1944; 1-я степень — 03.02.1945; 2-я степень — 06.04.1985)
- Попов, Виктор Александрович (1916—1998) — капитан (2-я степень — 15.01.1944; 1-я степень — 10.02.1944; 2-я степень — 06.04.1985)[50]
- Рыбаков, Филипп Павлович (1904—1991) — подполковник медицинской службы (2-я степень — 06.12.1943; 1-я степень — 31.05.1945; 2-я степень — 06.04.1985)[51]
- Слободской, Морис Романович (1913—1991) — советский писатель-сатирик, участник Великой Отечественной войны (1-я степень — 06.04.1985), 2-я степень — 04.11.1944, 30.04.1945)
- Чепайкин, Игорь Григорьевич (1910—1993) —  генерал-майор (2-я степень — 26.06.1943; 1-я степень — 15.11.1943; 2-я степень — 06.04.1985)[52]

#### 1 орден II степени + 2 ордена I степени
- Бахтин, Серафим Евсеевич (1916—1991) — подполковник (2-я степень — 04.09.1943; 1-я степень — 13.07.1944; 1-я степень — 06.04.1985)[53]
- Веселов, Фёдор Васильевич (1920—1997) — гвардии капитан (2-я степень — 11.08.1944; 1-я степень — 14.09.1945; 1-я степень — 06.04.1985)[54]
- Дробан, Терентий Михайлович (1907—1990) — гвардии подполковник (1-я степень — 29.09.1943; 1-я степень — 14.07.1945; 2-я степень — 06.04.1985)[55]
- Ефремов, Николай Никитич (1921—1993) — капитан (2-я степень — 02.04.1944; 1-я степень — 17.06.1945; 1-я степень — 06.04.1985)[56]
- Ковалёв, Иван Данилович (1903—1959) — полковник (2-я степень — 30.01.1944, 1-я степень — 10.06.1944, 1-я степень — 31.08.1944)
- Куклин, Михаил Алексеевич (1910—1994) — капитан (2-я степень — 08.11.1944; 1-я степень — 25.05.1945; 1-я степень — 06.04.1985)[57]
- Курганов, Иван Степанович (1914 — ?) — гвардии капитан (2-я степень — 06.03.1945, 1-я степень — , 1-я степень —21.05.1945)[58]
- Новосёлов, Игорь Алексеевич (1923—1992) — майор (2-я степень — 06.11.1943; 1-я степень — 27.10.1944; 1-я степень — 06.04.1985)[59]
- Седельников, Пётр Иванович (1921 — 2017) — подполковник, участник Великой Отечественной войны, Герой Советского Союза (1-я степень — 28.01.1944, 11.3.1985; 2-я степень — 03.01.1944).
- Потапов, Сергей Иванович (1920 — 1990) — лётчик-штурмовик, гвардии полковник, участник Великой Отечественной войны. Герой Советского Союза (2-я степень — 22.02.1943, 1-я степень — 17.06.1944[60], 1-я степень — 06.04.1985[61]).
- Пудов Николай Петрович (1921—2021) — полковник Советской Армии, участник Великой Отечественной войны (2-я степень — 14.12.43, 1-я степень — 19.05.44, 1-я степень — 06.04.85)[62].
- Сырейщиков, Василий Алексеевич (1922—1991) — гвардии капитан (2-я степень — 25.12.1943; 1-я степень — 19.04.1944; 1-я степень — 18.09.1944)[63]
- Тодоровский, Пётр Ефимович — лейтенант, советский и российский киноактёр, кинорежиссёр, сценарист, кинооператор и кинокомпозитор (2-я степень — 02.03.1945; 1-я степень — 07.05.1945; 1-я степень — 21.02.1987).

#### 3 ордена Отечественной войны II степени
- Кириллов, Степан Васильевич (1910—1988) — гвардии майор ветеринарной службы ((28.03.1945; 16.06.1945; 06.04.1985)
- Рейзман, Оттилия Болеславовна (1911—1986) — фронтовой кинооператор (1945, 1948, 1985)[64].
- Сысуев, Сергей Григорьевич (1915—2009) — гвардии старший лейтенант (27.08.1944; 31.03.1945; 06.04.1985)

#### 3 ордена Отечественной войны I степени
- Алёшкин, Анатолий Александрович (1921—1993) — генерал-майор артиллерии (10.02.1944, 01.09.1944, 06.04.1985)
- Булдович, Роман Елисеевич (1902—1985) — советский государственный деятель, генерал-лейтенант внутренней охраны (18.09.1943, 24.04.1944, 11.03.1985)
- Гуревич, Григорий Наумович (1907—1993) — генерал-майор инженерно-авиационной службы (25.02.1944; ??.??.1945; 06.04.1985)[65].
- Сударкин, Николай Степанович (р. 1909) — подполковник, на последнем этапе войны — командир 65-го отдельного автомобильного полка 1-го Белорусского фронта (25.04.1944, 15.09.1944, 05.05.1945)[66].

### Иностранцы — кавалеры нескольких орденов Отечественной войны

#### Три ордена
- Муане, Андре — французский лётчик-истребитель (2-я степень — 26.10.1944, 1-я степень — 23.02.1945; 1-я степень — 07.05.1985)